# Купа на ПФЛ (Русия)
Купата на ПФЛ е турнир организиран от професионалната футболна лига на Русия. Той се провежда от 2003 година. Нито един тим не е печелил купата на ПФЛ 2 пъти. В него участват победителите от петте зони на 2 дивизия. Победителят в турнира се счита за шампион на 2 дивизия в съответния сезон. Отборите играят всеки срещу всеки по 1 среща. Всички мачове се играят на стадион Лужники. Отборът, събрал най-много точки печели купата и е признат за „Абсолютен шампион на 2 дивизия“. През 2010 шампион става Черноморец Новороссииск. Това се оказва и последният сезон на турнира, който е закрит след края на съществуването на ПФЛ.